# Altin Masati
Altin Masati este un fost jucător albanez de fotbal, care a jucat pentru mai multe cluburi din România în anii '90. Conform unor surse deține recordul pentru cea mai lungă perioadă petrecută în România de un jucător străin, evoluând timp de 10 ani. A jucat 96 de partide în Liga a II-a pentru Tractorul Brașov și FC Onești. În sezonul 1999-2000 a jucat în Liga I la FC Onești, marcând un gol în meciul cu Rocar București din etapa a 29-a. În 2000 s-a întors în Albania și și-a deschis un restaurant în Berat.